# Poitou-Charentes
Poitou-Charentes – region administracyjny Francji (1982–2015), położony w zachodniej części kraju, na wybrzeżu atlantyckim. Graniczy z regionami: od strony północno-zachodniej z Krajem Loary, od strony północno-wschodniej z Regionem Centralnym, od wschodu z Limousin i od południa z Akwitanią. W jego skład wchodzą 4 departamenty.
Główne miasta regionu: Poitiers (stolica), La Rochelle, Angoulême, Niort.
Nazwa regionu pochodzi od krainy historycznej Poitou i regionu geograficznego Charentes.
Od początku 2016 w składzie regionu Nowa Akwitania.